# جيزدرا
جيزدرا (بالروسية: Жиздра) هي إحدى مدن روسيا في الكيان الفدرالي الروسي كالوغا أوبلاست.